# Philanthinae

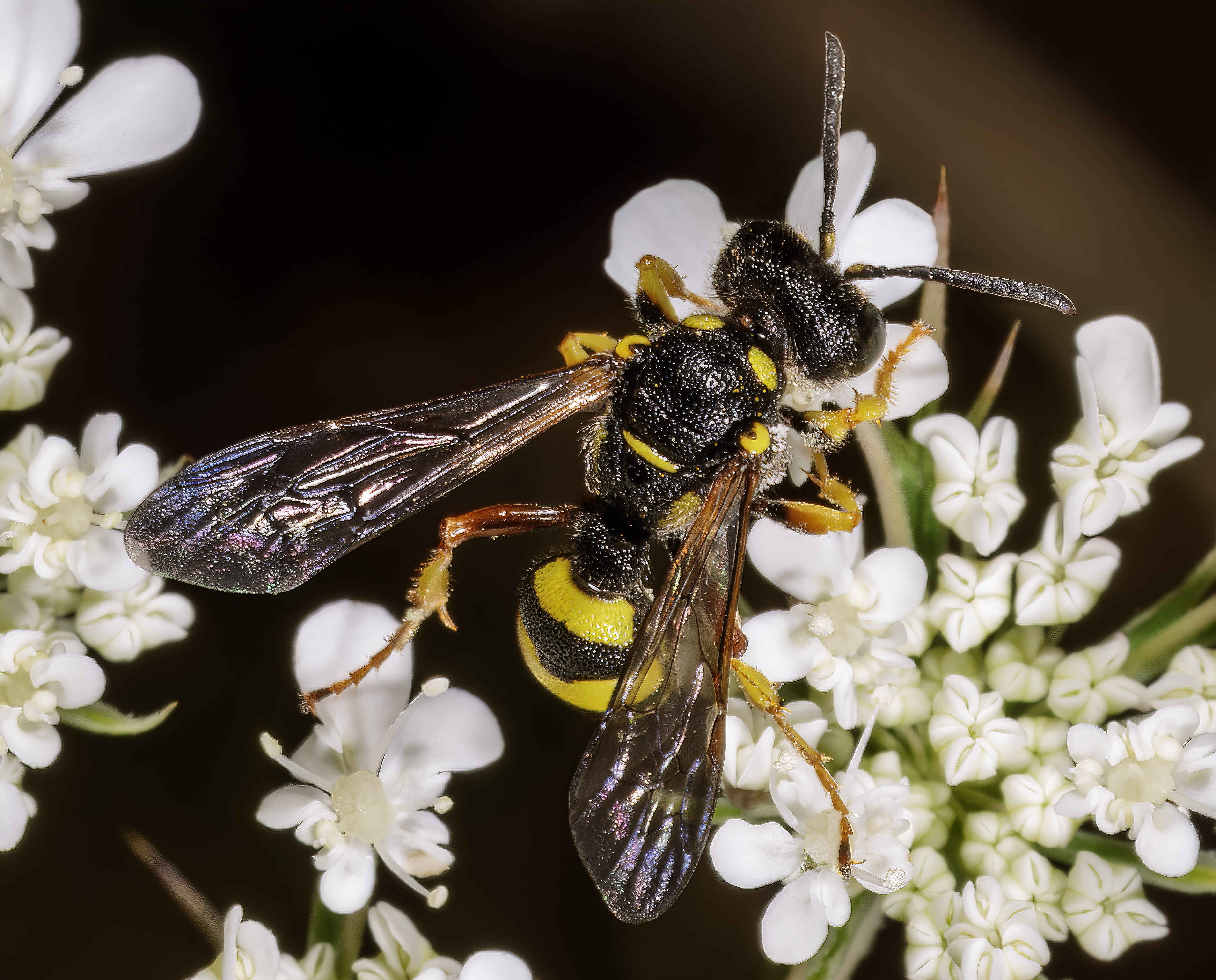
Bienenjagende Knotenwespe (Cerceris rybyensis)

Philanthinae ist eine Unterfamilie der Crabronidae innerhalb der Grabwespen (Spheciformes), die weltweit etwa 1100 Arten umfasst. Sie umfasst nach Pulawski (2009) 8 Gattungen in vier Tribus. In Europa ist die Unterfamilie mit 59 Arten in drei Gattungen vertreten. Die Unterfamilie beinhaltet mit der Gattung Cerceris die artenreichste Gattung der Crabronidae, die etwa zwei Drittel der Arten der Philanthinae umfasst.

## Merkmale
Die meist mittelgroßen Grabwespen haben meist eine schwarze Grundfarbe mit einer gelben oder weißen Zeichnung, die insbesondere häufig Bänder am Hinterleib umfasst. Die Stirnplatte (Clypeus) endet in drei Lappen, von denen die Seitenlappen bei den Männchen dicht fransen- oder pinselartig behaart sind.

## Lebensweise
Die Nester werden im Erdboden angelegt und mit Hautflüglern, insbesondere Bienen und Wespen und auch Käfern verproviantiert.

## Systematik
Im Folgenden werden alle derzeit anerkannten rezenten Subtaxa bis hinunter zur Gattung sowie die europäischen Arten aufgelistet:
- Aphilanthopini R. Bohart, 1966.
  - Aphilanthops Patton, 1881
  - Clypeadon Patton, 1897
- Cercerini Lepeletier de Saint Fargeau, 1845
  - Knotenwespen (Cerceris Latreille, 1802)
    - Cerceris abdominalis (Fabricius 1804)
    - Cerceris albicolor Shestakov 1918
    - Cerceris albofasciata (Rossi 1790)
    - Cerceris amathusia Beaumont 1958
    - Cerceris angustirostris Shestakov 1918
    - Cerceris arenaria (Linnaeus 1758)
    - Cerceris bellona Mercet 1914
    - Cerceris bicincta Klug 1835
    - Cerceris boetica (Perez 1913)
    - Cerceris bracteata Eversmann 1849
    - Cerceris bucculata A. Costa 1860
    - Cerceris bupresticida Dufour 1841
    - Cerceris cheskesiana Giner Mari 1945
    - Cerceris circularis (Fabricius 1804)
    - Cerceris concinna Brulle 1839
    - Cerceris dispar Dahlbom 1845
    - Cerceris dorsalis Eversmann 1849
    - Cerceris dusmeti Giner Mari 1941
    - Cerceris elegans Eversmann 1849
    - Cerceris eryngii Marquet 1875
    - Cerceris euryanthe Kohl 1888
    - Cerceris eversmanni Schulz 1912
    - Cerceris fimbriata (Rossi 1790)
    - Cerceris flavicornis Brulle 1833
    - Cerceris flavilabris (Fabricius 1793)
    - Cerceris flaviventris Vander Linden 1829
    - Cerceris fodiens Eversmann 1849
    - Cerceris hortivaga Kohl 1880
    - Cerceris ibericella Leclercq 1979
    - Cerceris impercepta Beaumont 1950
    - Cerceris interrupta (Panzer 1799)
    - Cerceris lunata A. Costa 1869
    - Cerceris maculicrus Beaumont 1967
    - Cerceris media Klug 1835
    - Cerceris odontophora Schletterer 1887
    - Cerceris quadricincta (Panzer 1799)
    - Cerceris quadrifasciata (Panzer 1799)
    - Cerceris quinquefasciata (Rossi 1792)
    - Cerceris rossica Shestakov 1914
    - Cerceris rubida (Jurine 1807)
    - Cerceris ruficornis (Fabricius 1793)
    - Cerceris rutila Spinola 1839
    - Cerceris rybyensis (Linnaeus 1771)
    - Cerceris sabulosa (Panzer 1799)
    - Cerceris somotorensis Balthasar 1956
    - Cerceris specularis A. Costa 1869
    - Cerceris spinipectus F. Smith 1856
    - Cerceris stratiotes Schletterer 1887
    - Cerceris tenuivittata Dufour 1849
    - Cerceris tuberculata (Villers 1787)

  - Eucerceris Cresson, 1865.
- Philanthini Latreille, 1802
  - Philanthus Fabricius, 1790
    - Philanthus coarctatus Spinola 1839
    - Philanthus coronatus (Thunberg 1784)
    - Philanthus dufourii Lucas 1849
    - Philanthus pulchellus Spinola 1843
    - Philanthus sculpturatus Gayubo 1991
    - Philanthus triangulum (Fabricius 1775)
    - Philanthus venustus (Rossi 1790)

  - Trachypus Klug, 1810.
  - Philanthinus de Beaumont, 1949.
- Pseudoscoliini Menke, 1967
  - Pseudoscolia Radoszkowski, 1876.
    - Pseudoscolia dewitzi (Kohl 1889)
    - Pseudoscolia martinezi Suarez 1981

## Belege